# すしのこ
すしのこは、タマノイ酢が製造、販売する粉末調味料の商品名。世界で初めて食酢の粉末化に成功した商品であり、粉末すし酢である。

## 概要
1963年に発売開始された商品である。原材料は発売以来変わらず、砂糖、食塩、醸造酢粉末、酸味料のみであり、うま味の成分は含まれていない。
既存の液体のすし酢の場合には、炊きあがった飯にすし酢自身の水分が加わることでベタつきがちになるが、粉末であるすしのこにはその心配がないため、ベタつきを見越して御飯を硬めに炊くといった必要もなくなる。飯を炊く際に気を遣わずとも、ふりかけて混ぜるだけで、簡単に酢飯を作ることが出来る製品である。
粉末すし酢に限れば、市場シェアは90パーセント以上を占める。

## 歴史

### 販売開始まで
昭和30年代の日本では粉末調味料の販売量が急増していた。消費者にとっては、手軽で使いやすく保存が効き、企業にとっては流通面の負担が小さく、輸送、管理コストを削減できるという双方にメリットのある製品だった。当時の酢は日持ちしない上に、液体であるため大きな瓶に入れて運搬していたので、流通面でも大変な手間が掛かる商品であった。そんな中、すし酢を粉末化したら、すし作りが簡単になり、流通も大幅に楽になるという発想から開発が始まった製品である。
しかしながら、製品の開発は困難をともなった。酢の粉末化は可能になっても、湿気を帯びた粉末は固結化してダマになり、使い物にならなかった。顆粒にした場合は、湿気の問題は解決するが、飯への浸透具合に問題が出た。何年にもわたって試行錯誤の実験が繰り返され、タマノイ酢は独自の製法で酢の粉末化に成功し、特許を取得する。
発売時のパッケージには2種類あり、米5合から7合用の75グラム入りが60円、1升から1.4升用の150グラム入りが100円と、やや高めの価格設定設定だった。

### 販路の確保
すしのこ発売までにタマノイ酢が築き上げていた販路は酒屋を通じたものであり、乾物店や食料品店の取り扱い商品となるすしのこの販路はタマノイ酢にとっては未開拓であった。
タマノイ酢の営業担当者は、商品と同じ黄色に塗った「すしのこカー」に乗って、日本各地の乾物屋や食料品店を訪問して回った。
発売当初、世界初の商品でもあるすしのこは、若い主婦層は興味を持つものの、年配の女性層‐何年も液体酢で酢飯を作ってきた経験のある層‐には、評判が芳しくなかった。営業担当は、幼稚園や保育園を訪問し、各園の許可を得た上で園児たちにサンプルを配布することで、それぞれの園児の母親へサンプルを渡してもらう作戦に出た。この作戦は当たり、すしのこは酢飯作りに悩む若い主婦層を取り込むことに成功する。その数年後には新聞の一面にサンプル提供の広告を出稿することで、さらに幅広い消費者層にアピールを図り、すしのこの知名度は上昇した。
発売初期には当時のトップ女優・乙羽信子を、続いて良妻賢母イメージの丘みつ子を起用したテレビCMに、ご飯にすしのこをふりかけているイメージを多用して、すしのこの特徴を一見しただけで伝わるようにした宣伝に力を入れた。併せて、店頭での試食会を日本各地で実施した。
1970年代には交通安全の呼び掛けを兼ねたホーロー看板を設置する。このホーロー看板は2000年代に入ってレトロ看板マニアの人気となっている。
やがて、粉末のすし酢は珍しい商品ではなくなっていった。すしのこの類似商品も現れたが、酢飯を作った際の味わいが異なるためか、ほとんどが長続きせず市場から姿を消していった。

### 販売量の推移
販売開始から約30年間、すしのこの販売量は、ほぼ右肩上がりに伸ばしており、1980年代後半から1989年にピークを迎える。
その後は、各家庭で寿司を作ってた食べていた時代から、核家族世帯が増えて、個食化や外食化が進んだことで、すしのこの販売量は一定の水準に落ち着つく。以降、2005年度上期までの20年間の売り上げは、前年対比100パーセント前後で推移していた。
それが、2006年度の下期には、108パーセント近くに伸びる。このきっかけは、入社するまですしのこの存在を知らなかった20代前半の女性営業社員の提案であった。彼女は、自社製品のすしのこを知り、自宅でよく利用しているレトルトパックの御飯に、すしのこをふりかけて酢飯を作って食べてみたところ、ほんのりとした甘みを気に入り、稲荷寿司やマグロ丼を作るようになった。その体験から、企画会議の席で「すしのことパック御飯を組み合わせて販売することを提案。これを容れて、すしのこの商品パッケージ裏に、パック御飯でも酢飯が作れる旨を表示するようにし、同時に、スーパーの売場にもすしのことパック御飯の同時陳列を提案した。さらに「デトックス・美肌」をテーマにした女性向けメニュー「アボカドマグロ丼」を考案し、魚売場にすしのことアボカドを持ち込んだ。単なるメニュー提案で終わらず、売場を活性化させる提案は好評を博し、2006年度の販売量成長につながった。

## キャッチフレーズ
発売当時のキャッチフレーズは、「パッとふりかけサッとまぜ、ハイおいしいすし御飯」であった。

## コラボレーション
- アニヤ・ハインドマーチ（英語版） - イギリスのファッションアクセサリーデザイナー、バッグブランド。2022年にすしのこのパッケージをデザインに取り込んだイブニングバッグを発売した[3]。
- 【推しの子】 - 2024年4月1日に、メディアミックス作品である【推しの子】の公式Xが「有馬かな（作中の女優・アイドル）がすしのこのイメージガールに就任か」とエイプリルフールネタを発信[4]。タマノイ酢は同年4月4日に、実際にパッケージに有馬かなを描いたコラボ商品を発売すると発表した[5]。パッケージデザインが改められるのは1963年の発売開始以来初めて（ただし厳密には1994年の社名変更時にタマノ井のロゴを現行のタマノイに変えている）[6]。同作のエイプリルフール企画から実際にコラボ商品が発売されるのは2023年のカネヨ石鹸の掃除用重曹に次いで2例目である[7]。